# Numerische Aeroakustik
Die Computational Aeroacoustic (CAA), der internationale Begriff für die numerische Aeroakustik, benutzt Verfahren, die das Umströmungsgeräusch mit unterschiedlich vereinfachenden Annahmen numerisch berechnen.

## Rechenverfahren

Methoden zur numerischen Berechnung von Strömungsgeräuschen

Ein wichtiges Rückgrat für CAA bildet die numerische Strömungsmechanik (computational fluid dynamics, CFD), die Verfahren für die Simulation der Aerodynamik bereitstellt. Diese sind seit einiger Zeit kommerziell verfügbar und liefern Aussagen über Wechseldrücke auf den Oberflächen und Fluktuationen in der Umströmung, die signifikante akustische Quellen sein können.
Die Methoden zur Simulation des Umströmungsgeräusches lassen sich prinzipiell in die direkte Numerische Simulation (DNS) und die hybriden Ansätze unterteilen. Die DNS basiert auf den kompressiblen Navier-Stokes-Gleichungen und betrachtet sowohl die strömungsrelevanten (kleine Längen, große Energien) als auch die akustischen Skalen (große Längen, kleine Energien) gleichzeitig. Es werden alle turbulenten Skalen direkt berechnet, es findet also keine Parametrisierung oder Modellierung statt. Ein gravierender Nachteil jedoch ergibt sich aus dem enormen rechentechnischen Aufwand, der gefordert ist. So bleibt die DNS zurzeit noch auf akademische Fälle beschränkt.
Die hybriden Ansätze benutzen CFD-Verfahren mit verschiedenen Turbulenzmodellen. D. h. auf verschiedene Art werden auf verschiedenen Längenskalen die Turbulenzgrade berechnet. Die gängigen Verfahren sind:
- Reynolds averaged Navier-Stokes (RANS) mit statistischem Turbulenzmodell: stationäres Verfahren, alle Turbulenzskalen werden modelliert und nicht direkt berechnet

- Unsteady Reynolds averaged Navier-Stokes (URANS): instationäres RANS

- Large Eddy Simulation (LES): Berechnung der großen und Modellierung der kleinen Skalen

- Very Large Eddy Simulation (VLES): LES, bei der die Grenze zwischen Berechnung und Modellierung bei größeren Skalen liegt

- Detached Eddy Simulation (DES): RANS-Methode mit höher aufgelösten Gebieten, in denen wie LES gerechnet wird

Aus den direkt berechneten oder modellierten Druck- und Geschwindigkeits-Fluktuationen, die als Quellterme dienen, wird dann mit Hilfe von linearisierten Euler-Gleichungen (LEE) oder akustischer Analogien das Schallfeld bestimmt. Zu den gängigen akustischen Analogien zählen u. a. die Verfahren nach Lighthill, Ffowcs Williams und Hawkings.
Zur Berechnung der Schallabstrahlung in den Innenraum von Karosserieteilen oder Flugzeugpanels, die von der Strömung zu Vibrationen angeregt werden, eignen sich besonders so genannte Randelementmethoden (Boundary Element Methods, BEM). Finite-Elemente-Methoden (FEM) können darüber hinaus die Fluid-Struktur-Kopplung und eventuelle Leckagen berücksichtigen. Sie benötigen allerdings deutlich mehr Rechnerressourcen.
Bei den hybriden Ansätzen ist die Qualität der akustischen Ergebnisse stark abhängig von der Qualität der Turbulenzmodellierung. Diese muss dementsprechend mit Sorgfalt ausgewählt werden. Vor allem für die Ermittlung von Absolutwerten sind aeroakustische Simulationen allerdings (bisher) nur bedingt geeignet. Die Genauigkeit genügt bei den einfacheren Verfahren oft nur geringen Anforderungen.
Grund für diese Probleme ist, dass die vom numerischen Verfahren produzierten Fehler im schlimmsten Fall die Akustik direkt überlagern.

## Software
Für die CAA stehen inzwischen einige leistungsfähige kommerzielle Softwaretools zur Verfügung. Besonders in der Luftfahrttechnik existieren, meist an Universitäten und Forschungsstätten, aber auch speziell entwickelte Programme.
Im Open-Source-Bereich wird openCFS unter MIT-Lizenz entwickelt.